# 吉古特蟲屬
吉古特蟲屬是三葉蟲中已滅絕的一個屬。它生活在距今約5.24億年至5.185億年前的植物期。這一動物階段是寒武紀的一部分。